# Langbahn-Team-Weltmeisterschaft
Die Langbahn-Team-Weltmeisterschaft ist ein seit 2007 von der FIM ausgetragener Bahnsport-Wettbewerb, an dem bislang die Nationalmannschaften aus Deutschland, Großbritannien, Frankreich, den Niederlanden, Tschechien, Finnland, Australien (nur 2013) und Schweden (ab 2017) teilgenommen haben. Ein Langbahn-Team besteht aus vier Fahrern, von denen während eines Rennens (Heat/Lauf) jeweils drei an den Start gehen (der vierte Fahrer einer Nation steht als taktische Reserve zur Verfügung). Jede Nation tritt dabei gegen jede andere teilnehmende Nation einmal an. Je nach Anzahl der Nationen gibt es eine bestimmte Anzahl an Läufen („Heats“) – 2014 beispielsweise 15 Heats. In jedem Lauf stehen sich zwei Nationen mit jeweils drei Fahrer gegenüber. Der Gewinner eines Heats erhält 5 Punkte, der zweite 4, der Dritte 3, der Vierte 2 und der Fünftplatzierte erhält noch einen Punkt, der letzte Fahrer eines Heats geht leer aus. Ein Team kann in jedem Lauf daher maximal zwölf Punkte erzielen. Die Punkte aller Fahrer einer Nation werden addiert. Nachdem alle Heats durchgeführt worden sind, ist die Mannschaft mit der höchsten Punktzahl neuer Weltmeister.
Bis einschließlich 2012 trugen die beiden punktbesten Teams nach den Vorläufen ein A-Finale um den Weltmeistertitel aus. Zudem gab es noch ein kleines Finale (B-Finale) um die Bronzemedaille, hier gingen die dritt- und viertplatzierten Teams nach den Vorläufen an den Start. Des Weiteren gab es ein sogenanntes C-Finale um den fünften Platz. In den Vorläufen (damals nahmen sechs Nationen teil, daher gab es 15 Vorläufe) fuhr jedes Team einmal gegen jede andere teilnehmende Nation.

## Siegerliste
Die ersten sechs Austragungen seit der Einführung der Langbahn-Team-Weltmeisterschaft konnte die deutsche Nationalmannschaft für sich entscheiden. Doch im siebten Anlauf scheiterte das deutsche Team und konnte nur den vierten Platz belegen. Langbahn-Team-Weltmeister 2013 wurde die Mannschaft der Niederlande. 2014 eroberte das deutsche Team den Titel allerdings wieder zurück. Um die Plätze zwei bis vier musste wegen Punktgleichheit ein Stechen zwischen den Niederlanden, Frankreich und Finnland ausgetragen werden.
| Jahr | Ort                                             | Sieger                                                                        | Zweiter                                                                          | Dritter                                                                              |
| ---- | ----------------------------------------------- | ----------------------------------------------------------------------------- | -------------------------------------------------------------------------------- | ------------------------------------------------------------------------------------ |
| 2007 | Morizès                                         | DeutschlandGerd Riss Stephan Katt Enrico Janoschka Matthias Kröger            | Vereinigtes KönigreichPaul Hurry Andrew Appleton Glen Phillips Mitch Godden      | FrankreichStéphane Trésarrieu Mathieu Trésarrieu Christophe Dubernard Philippe Ostyn |
| 2008 | Werlte                                          | DeutschlandGerd Riss Stephan Katt Bernd Diener Matthias Kröger                | NiederlandeDirk Fabriek Jannick de Jong Erik Eijbergen Mark Stiekema             | Vereinigtes KönigreichRichard Hall Vincent Kinchin Glen Phillips Mitch Godden        |
| 2009 | Eenrum                                          | DeutschlandGerd Riss Matthias Kröger Richard Speiser Enrico Janoschka         | NiederlandeJannick de Jong Dirk Fabriek Theo Pijper Mark Stiekema                | FrankreichStéphane Trésarrieu Mathieu Trésarrieu Philippe Ostyn Jérôme Lespinasse    |
| 2010 | Morizès                                         | DeutschlandMatthias Kröger Stephan Katt Richard Speiser Martin Smolinski      | FrankreichStéphane Trésarrieu Mathieu Trésarrieu Jérôme Lespinasse Théo Di Palma | NiederlandeTheo Pijper Dirk Fabriek Mark Stiekema Sjoerd Rozenberg                   |
| 2011 | Scheeßel                                        | DeutschlandStephan Katt Richard Speiser Martin Smolinski Jörg Tebbe           | NiederlandeJannick de Jong Sjoerd Rozenberg Mark Stiekema Jeffrey Woortman       | Vereinigtes KönigreichPaul Cooper Andrew Appleton Glen Phillips Mitch Godden         |
| 2012 | Saint-Macaire                                   | DeutschlandMatten Kröger Stephan Katt Jörg Tebbe Bernd Diener                 | Vereinigtes KönigreichPaul Cooper Glen Phillips Richard Hall David Howe          | FrankreichStephane Trésarrieu Mathieu Trésarrieu David Bellego Gabriel Dubernard     |
| 2013 | Swingfield                                      | NiederlandeTheo Pijper Jannick de Jong Dirk Fabriek Mark Stiekema             | FrankreichStephane Trésarrieu Mathieu Trésarrieu Dimitri Bergé Theo di Palma     | Vereinigtes KönigreichRichard Hall Glen Phillips Paul Cooper Andrew Appleton         |
| 2014 | Forssa                                          | DeutschlandEnrico Janoschka Jörg Tebbe Erik Riss Stephan Katt                 | NiederlandeJannick de Jong Dirk Fabriek Theo Pijper Henry van der Steen          | FrankreichStephane Trésarrieu Mathieu Trésarrieu Theo di Palma -                     |
| 2015 | Mühldorf am Inn                                 | Vereinigtes KönigreichGlen Phillips Andrew Appleton Richard Hall James Shanes | DeutschlandJörg Tebbe Michael Härtel Erik Riss Stephan Katt                      | FinnlandJesse Mustonen Aki-Pekka Mustonen Aarnie Heikkilä Matias Mäenpää             |
| 2016 | Marienbad                                       | NiederlandeJannick de Jong Dirk Fabriek Theo Pijper Romano Hummel             | DeutschlandMichael Härtel Martin Smolinski Jörg Tebbe Stephan Katt               | TschechienJosef Franc Hynek Stichauer Martin Malek -                                 |
| 2017 | Roden                                           | DeutschlandMichael Härtel Martin Smolinski Lukas Fienhage Stephan Katt        | FrankreichDimitri Bergé Mathieu Trésarrieu Stephane Trésarrieu Gaetan Stella     | NiederlandeRomano Hummel Theo Pijper Dirk Fabriek Dave Meijerink                     |
| 2018 | Morizès                                         | FrankreichDimitri Bergé Mathieu Trésarrieu David Bellego Stephane Trésarrieu  | Vereinigtes KönigreichJames Shanes Chris Harris Zach Wajtknecht Adam Ellis       | DeutschlandJörg Tebbe Lukas Fienhage Danny Maaßen Jens Benneker                      |
| 2019 | Vechta                                          | FrankreichDimitri Bergé Mathieu Trésarrieu David Bellego Stephane Trésarrieu  | TschechienJosef Franc Martin Malek Hynek Stichauer Michal Skurla                 | DeutschlandMartin Smolinski Lukas Fienhage Max Dilger Jörg Tebbe                     |
| 2020 | Keine Austragung aufgrund der „Corona-Pandemie“ | Keine Austragung aufgrund der „Corona-Pandemie“                               | Keine Austragung aufgrund der „Corona-Pandemie“                                  | Keine Austragung aufgrund der „Corona-Pandemie“                                      |
| 2021 | Keine Austragung aufgrund der „Corona-Pandemie“ | Keine Austragung aufgrund der „Corona-Pandemie“                               | Keine Austragung aufgrund der „Corona-Pandemie“                                  | Keine Austragung aufgrund der „Corona-Pandemie“                                      |
| 2022 | Herxheim                                        | DeutschlandErik Riss Lukas Fienhage Max Dilger                                | TschechienMartin Malek Josef Franc Hynek Stichauer                               | FrankreichMatthieu Trésarrieu Stephane Trésarrieu Mathias Trésarrieu                 |
| 2023 | Roden                                           | NiederlandeRomano Hummel Dave Meijerink Jannick de Jong Mika Meijer           | DeutschlandMartin Smolinski Erik Riss Jörg Tebbe Stephan Katt                    | Vereinigtes KönigreichChris Harris Zach Wajtknecht Andrew Appleton Paul Hurry        |
| 2024 | Morizès                                         | DeutschlandLukas Fienhage Erik Riss Max Dilger                                | FrankreichDimitri Bergé Stephane Trésarrieu Mathias Trésarrieu Jordan Dubernard  | Vereinigtes KönigreichChris Harris Zach Wajtknecht Andrew Appleton Edward Kennett    |